# Vientos de Santa Ana

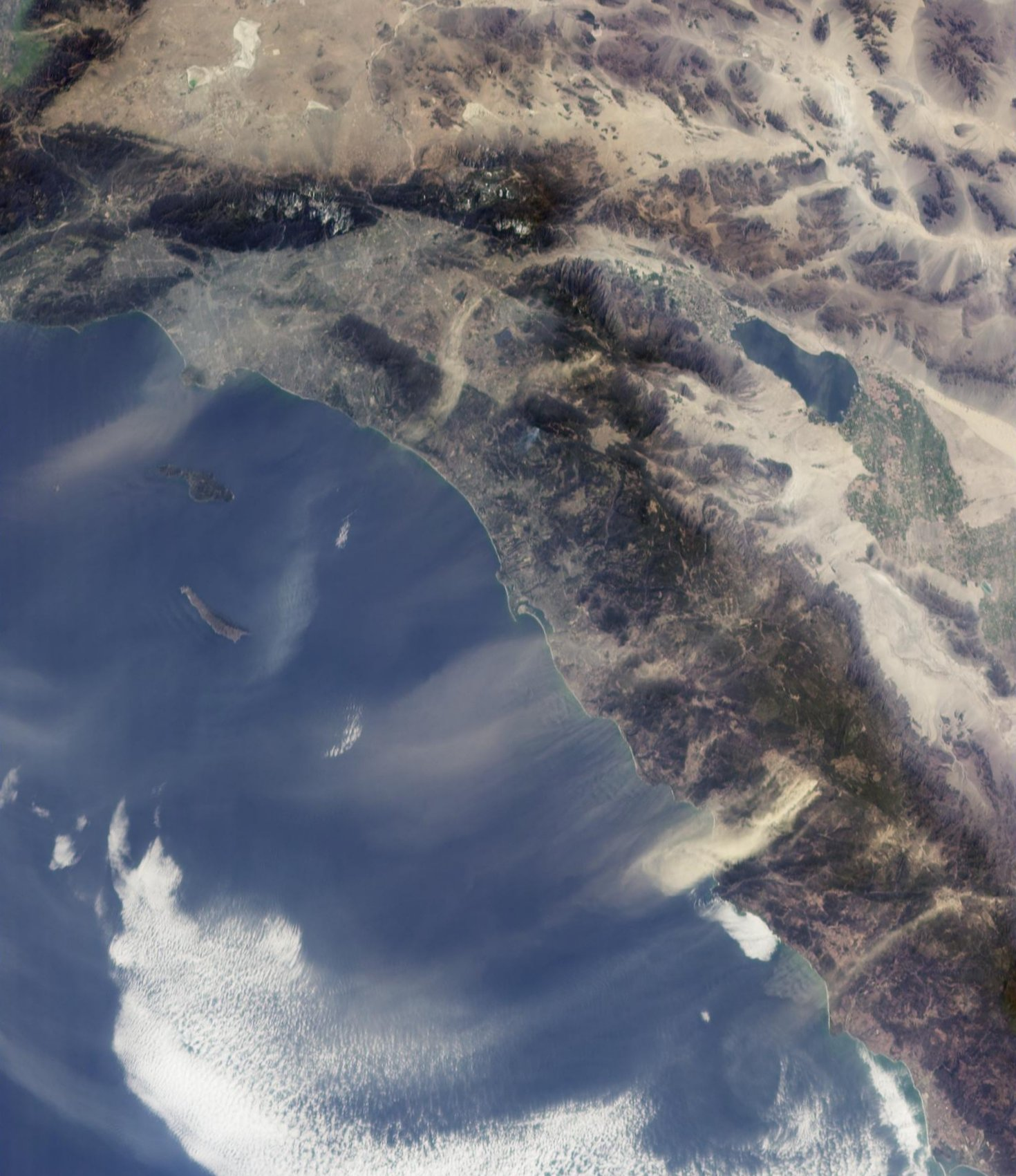
Los vientos de Santa Ana en el sur de California barren los desiertos y la cuenca de Los Ángeles empujando el polvo hacia el océano Pacífico.

Los vientos de Santa Ana (o vientos Santana) son unos vientos catabáticos extremadamente secos que aparecen de manera característica en la climatología del sur de California y norte de Baja California, procedentes de la Gran Cuenca y el desierto de Mojave. Los rangos de temperatura de estos vientos pueden ser desde cálidos hasta fríos, dependiendo de la estación del año y de la temperatura imperante en su lugar de origen. Su temporada suele extenderse de septiembre a abril, o incluso a mayo.

## Meteorología
El de Santa Ana es un tipo de viento foehn, resultado de la presión del aire en elevadas altitudes de la Gran Cuenca entre Sierra Nevada (EUA) y las montañas Rocosas. Esta masa de aire se vuelca por la Gran Cuenca y es empujada por la gravedad hasta la tierra baja que la envuelve. El aire circula en el sentido de las agujas del reloj alrededor del área de elevada presión, con lo cual atrae vientos del este y nordeste hasta California del sur (el inverso de los vientos del oeste característicos de la latitud).
Se suele decir a menudo que el aire es calentado y secado a medida que pasa a través del desierto de Mojave y el Sonora, pero de acuerdo con los meteorólogos esto es un error. Los vientos de Santa Ana normalmente se forman durante el otoño y comienzos de la primavera cuando los vientos en las regiones elevadas del desierto de Mojave o el de Sonora son templados o incluso fríos, aunque pueden formarse en cualquier momento del año. El aire se calienta mientras es comprimido durante su descenso. Mientras el aire ya ha sido secado por la subida orográfica previa al alcance de la Gran Cuenca, la humedad relativa del aire declina rápidamente a medida que desciende y se calienta en sus estadios finales a medida que pasa a través de las cordilleras transversales y las cordilleras peninsulares.
El aire es entonces forzado a ir hacia abajo de las pendientes de la montaña y hacia fuera hacia la costa del océano Pacífico; la masa de aire se calienta más aún por la compresión física a medida que cae en altitud antes de alcanzar la cuenca de Los Ángeles, el condado de San Diego y Tijuana (Baja California) a una velocidad típica de 35 nudos. La región costera del Sur de California alcanza su climatología más caliente del año durante el otoño cuando los vientos de Santa Ana soplan. Durante las condiciones de Santa Ana, está típicamente más caliente hacia la costa que en los desiertos y la humedad cae en picada a menos del 15%.

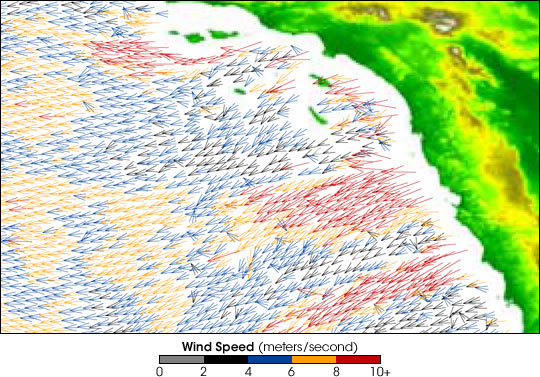
QuikSCAT imagen que muestra la velocidad de los vientos de Santa Ana(m/s).

A medida que los vientos de Santa Ana pasan por los pasos de montaña pueden alcanzar la fuerza de los huracanes. La combinación de viento, calor, y sequedad convierte el chaparral en un combustible explosivo para los conocidos fuegos que muchas veces arrasan la región. Estos fuegos, estimulados por los vientos de Santa Ana, quemaron 721,791 acres (2,921 km²) en dos semanas durante octubre de 2003.
Aunque los vientos a menudo son de una naturaleza destructiva, pueden tener algunos resultados positivos también. A medida que los vientos soplan sobre el océano, las temperaturas de la superficie del mar caen aproximadamente 4 °C (7 °F), indicando un afloramiento de agua profunda del océano. Las concentraciones de clorofila en la superficie del agua van desde insignificante, en ausencia de vientos, a muy activo a más de 1.5 miligramos por metro cúbico en presencia de los vientos.

### Niebla de Santa Ana
Una niebla de Santa Ana es un fenómeno secundario en el cual una niebla en el suelo se produce en el Sur de California durante el periodo final de un episodio de vientos de Santa Ana. Cuando las condiciones de Santa Ana prevalecen, con vientos en los dos o tres kilómetros inferiores de la atmósfera desde el norte hasta el este, la atmósfera inferior continúa siendo seca. Pero tan pronto como los vientos de Santa Ana cesan, la fría y húmeda capa marina se forma rápidamente. El aire en la capa marina se hace muy húmedo y se produce la niebla.

### Condiciones Inusuales
Mientras que su característica es que sea caliente y seco, los vientos de Santa Ana pueden ser fríos y secos y de hecho pueden bajar la temperatura de la parte sur de California. Alta nubosidad, comúnmente cirrus y altostratus, pero también se pueden observar nubes lenticulares y en raras ocasiones pueden traer lluvias.

## Impacto local
Hacia el norte, en el área de Santa Bárbara, los vientos de Santa Ana son más débiles y normalmente se detienen por la topografía: las montañas locales no ofrecen salidas fáciles, en la forma de pasos o valles de río, desde las elevadas áreas del interior. Sin embargo, una variante del viento de Santa Ana, conocido localmente como viento Sundowner, a menudo invade el área. Estos son vientos de pendiente abajo que suceden cuando existe un área de alta presión al norte de Santa Bárbara, y más frecuentemente a finales de primavera y comienzos de verano, y son más fuertes al atardecer, o "al ponerse el sol," de aquí su nombre. La temperatura más caliente jamás registradas en el Norte de América fuera del Valle de la Muerte, 56 °C (329 K), fue observado el 17 de junio de 1859 enfrente de la costa de Santa Bárbara durante un viento Sundowner. Sin embargo, los instrumentos del viento durante este período no eran fiables y la temperatura real estaba probablemente más cercana a los 43 °C (316 K), la mayor lectura oficial.
En las zonas de Brookings y la playa Gold Beach a lo largo del sur de la costa de Oregón son denominados el Efecto Brookings (o Efecto Chetco); y en el norte de las Grandes Llanuras tales vientos que salen de las Montañas Rocosas son denominados Chinook.
En la cuenca de Los Ángeles, los vientos son quizás responsables de la muy alta visibilidad experimentada en el área durante el invierno, en contraste con los veranos brumosos y neblinosos.
Los impactos adversos en la salud pulmonar han sido comprendidos por los médicos locales por décadas; los vientos recogen y transmiten arena, polvo, polen, esporas de musgo y otros irritantes y alérgenos por distancias considerables. Los residentes notifican regularmente una acumulación de polvo en sus hogares y arena en estos períodos, frecuentes en invierno.

## Etimología

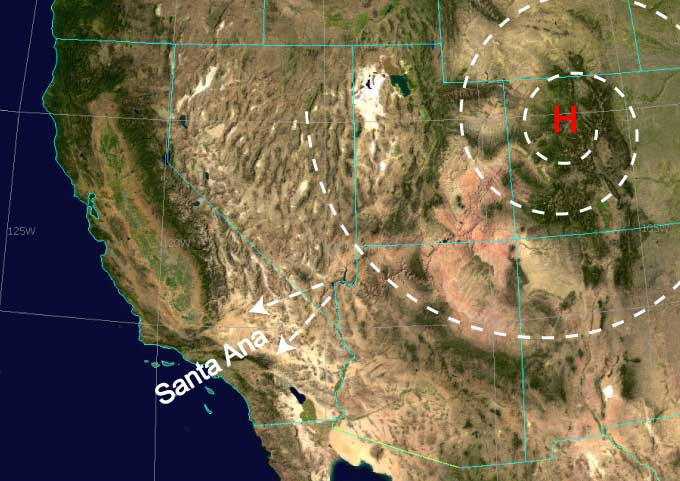
Los tipos de viento en el oeste de los Estados Unidos dan como resultado el viento de Santa Ana.

Quizás los vientos de Santa Ana deben su nombre a las montañas de Santa Ana en el condado de Orange, el río Santa Ana o el cañón de Santa Ana, a lo largo del cual los vientos son particularmente fuertes. Existen también reclamos de que la forma original es Vientos de Santana, del español vientos de Sanatanas ("vientos de Satán"), y que es a su vez una traducción de un nombre nativo en alguna lengua no especificada.
De acuerdo con el Almanaque de Los Ángeles, «la ortografía original del nombre de estos vientos no es clara, sin mencionar también su origen». El nombre «vientos de Santana» se dice que puede ser encontrado en la California española, donde eran llamados «vientos del diablo», debido a su temperatura alta. El libro de referencia Los Angeles A to Z, de Leonard y Dale Pitt, afirma que el cañón de Santa Ana en el condado de Orange es la razón del nombre de estos vientos. Esto puede estar basado en la creencia anterior de que el río de Santa Ana que corre por el cañón era la fuente de los vientos. Otra teoría del origen del nombre de «vientos de Santa Ana» es que en 1901 un corresponsal de la Associated Press estacionado en Santa Ana cometió el error de escribir «vientos de Santa Ana» en lugar de «vientos de Santana» en un envío.

## En la cultura popular
Se cree que los vientos de Santa Ana afectan al humor y al comportamiento de las personas. En la ficción, los vientos de Santa Ana suelen representarse como los responsables de crear un ambiente tenso, intranquilo y enfurecido entre los angelenos.Como escribió el New York Times en 2003: "un Santa Ana, cálido y seco, a menudo simboliza una amenaza innombrable que yace bajo la soleada superficie de la vida en California."